# Margno
Margno är en ort och kommun i provinsen Lecco i regionen Lombardiet i Italien. Kommunen hade 367 invånare (2018).